# Брешія (провінція)
Провінція Брешія (італ. Provincia di Brescia, Бреша) — провінція в Італії, у регіоні Ломбардія.
Площа провінції — 4 783 км², населення — 1 267 829 осіб.
Столицею провінції є місто Брешія.

## Географія

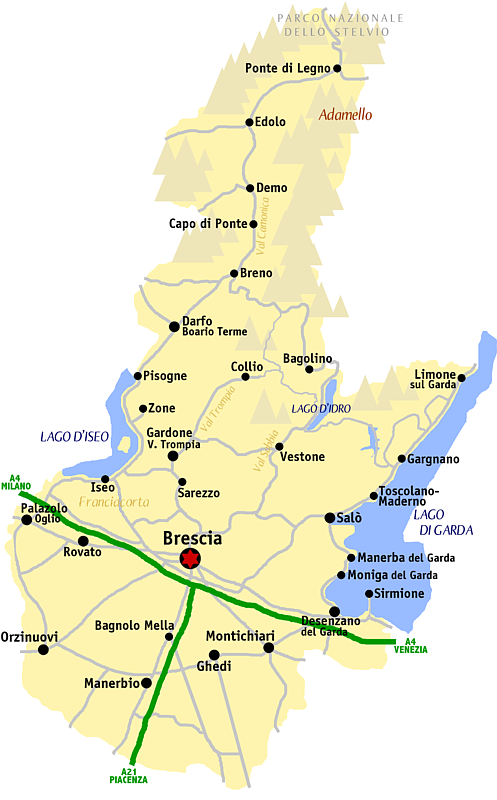
Мапа провінції

Межує на півночі і на північному заході з провінцією Сондріо, на заході з провінцією Бергамо, на південному заході з провінцією Кремона, на півдні з провінцією Мантуя, на сході з регіоном Венето (провінцією Верона) і з регіоном Трентіно-Альто-Адідже (провінцією Тренто).

## Основні муніципалітети
Найбільші за кількістю мешканців муніципалітети (ISTAT, 31/03/2008):
| Ном. | Герб | Муніципалітет        | Населення (осіб) | Площа (км²) | Густота (ab/км²) | Висота (м.н.р.м.) |
| ---- | ---- | -------------------- | ---------------- | ----------- | ---------------- | ----------------- |
| 1°   |      | Бреша                | 189.564          | 90,68       | 2092             | 149               |
| 2°   |      | Дезенцано-дель-Гарда | 26.737           | 60,1        | 443              | 67                |
| 3°   |      | Лумеццане            | 23.956           | 31          | 773              | 457               |
| 4°   |      | Монтік'ярі           | 22.006           | 89          | 247              | 108               |
| 5°   |      | Палаццоло-сулл'Ольйо | 18.953           | 23,06       | 831              | 166               |
| 6°   |      | К'ярі                | 18.404           | 38          | 483              | 145               |
| 7°   |      | Геді                 | 17.800           | 60          | 296              | 85                |
| 8°   |      | Руято                | 16.900           | 26,1        | 642              | 192               |
| 9°   |      | Гуссаго              | 16.239           | 25          | 647              | 190               |
| 10°  |      | Лонато-дель-Гарда    | 15.035           | 70          | 214              | 170               |